# Omjer kompresije
Omjer kompresije je bezveličinski broj koji je jedan od važnih parametara motora. To je omjer između između dva obujma unutar cilindra, i to obujma kada se klip nalazi u DMT (Obujam cilindra {\displaystyle V_{c}}) i obujma kada se klip nalazi u GMT (Obujam kompresije {\displaystyle V_{k}}). Za opise ova dva obujma vidi detaljnije na stranici obujam motora.
Formula za izračun omjera kompresije je:
{\displaystyle {\mbox{CR}}={\frac {V_{c}}{V_{k}}}={\frac {V_{s}+V_{k}}{V_{k}}}={\frac {{\tfrac {\pi }{4}}D^{2}s+V_{k}}{V_{k}}}={\frac {{\tfrac {\pi }{4}}D^{2}s+{\tfrac {\pi }{4}}D^{2}h}{{\tfrac {\pi }{4}}D^{2}h}}={\frac {{\tfrac {\pi }{4}}D^{2}(s+h)}{{\tfrac {\pi }{4}}D^{2}h}}}
Ako skratimo površinu provrta cilindra, tada možemo pisati:
{\displaystyle {\mbox{CR}}={\frac {s+h}{h}}}
gdje je:
{\displaystyle V_{c}} - obujam cilindra
{\displaystyle V_{s}} - obujam stapaja
{\displaystyle V_{k}} - obujam kompresije
{\displaystyle D} - promjer cilindra
{\displaystyle s} - stapaj (udaljenost između mrtvih točaka)
{\displaystyle h} - srednja teoretska visina kompresionog prostora
Kako kod gotovo svih motora glava nije ravna nego zaobljena zbog pravilnijeg izgaranja, dio formule gdje se upotrebljava {\displaystyle h} je samo naveden zbog teoretskih razloga. Uobičajeno je da se volumen kompresije mjeri a ne računa.
Pri izradi motora teži se što većem omjeru kompresije, da bi se postiglo bolje izgaranje i bolji stupanj djelovanja motora. Ograničenja koja se pri tome postavljaju su vezana uz vrstu goriva koju motor upotrebljava, odnosno o vrsti medija koja se nalazi u cilindru tijekom kompresije. Zbog zagrijavanja medija u cilindru tijekom kompresije, stupanj kompresije kod benzinskih motora se kreće oko 10:1, ekstremno ide do 15(16):1. Dieselovi motori tlače zrak tijekom kompresije i kod njih je stupanj kompresije mnogo veći i normalno se kreću oko 20:1 kod običnih automobilskih motora, a postoje Dieselovi motori sa stupnjem kompresije 1:30. 